# Bulgaria en los Juegos Olímpicos de Lillehammer 1994
Bulgaria estuvo representada en los Juegos Olímpicos de Lillehammer 1994 por un total de 17 deportistas que compitieron en 7 deportes.  
La portadora de la bandera en la ceremonia de apertura fue la biatleta Nadezhda Alexieva. El equipo olímpico búlgaro no obtuvo ninguna medalla en estos Juegos.